# Championnat d'Angleterre de rugby à XV 2001-2002
Navigation
Zurich Premiership 2000-2001 Zurich Premiership 2002-2003
Le Championnat d'Angleterre de rugby à XV, qui porte le nom Zurich Premiership de son sponsor du moment, oppose pour la saison 2001-2002 les douze meilleures équipes anglaises de rugby à XV. 
Le championnat a débuté le 1er septembre 2001 et s'est achevé le 8 juin 2002 par la finale des play-off au stade de Twickenham. Une première phase de classement voit s'affronter toutes les équipes en matches aller et retour. À la fin de cette phase régulière, le club en tête du classement est déclaré champion (vainqueur du Zurich Premiership). Le club classé dernier de la ligue est rétrogradé en National Division One. En outre, la saison se termine sur une phase de play-off par élimination directe appelée Zurich Championship. Les clubs classés aux huit premières places sont qualifiés pour les quarts de finale et les affrontements sont définis comme suit: le club classé premier affronte à domicile l'équipe classé huitième, le second reçoit le septième, le troisième reçoit le sixième et le quatrième reçoit le cinquième. Le vainqueur de la finale n'est pas considéré comme le champion, mais obtient simplement le titre de vainqueur du Zurich Championship. Cette saison, les Leeds Tykes sont promus et accèdent à l'élite en remplacement des Rotherham Titans qui ont été rétrogradés en National Division One. 
Les Leicester Tigers sont sacrés champions pour la quatrième année de suite après avoir terminé en tête du championnat. Gloucester RFC est le vainqueur de la Zurich Championship (la phase de play-off) après avoir battu les Bristol Shoguns en finale à Twickenham le 8 juin 2002. Le club des Leeds Tykes qui termine à la dernière place, n'est cependant pas rétrogradé en National Division 1 après la décision de l'England Rugby Limited de refuser la promotion des Rotherham Titans car leur stade ne remplit par les critères imposés pour la participation à la Zurich Premiership.

## Liste des équipes en compétition
La compétition oppose pour la saison 2001-2002 les douze meilleures équipes anglaises de rugby à XV :
| - Bath Rugby - Bristol Shoguns - Gloucester RFC - Harlequins | - Leeds Tykes - Leicester Tigers - London Irish - London Wasps | - Newcastle Falcons - Northampton Saints - Sale Sharks - Saracens |

## Classement de la phase régulière
| Rang | Club                 | J  | V  | N | D  | Bo | Bd | Pm  | Pe  | Diff | Pts |
| ---- | -------------------- | -- | -- | - | -- | -- | -- | --- | --- | ---- | --- |
| 1    | Leicester Tigers (T) | 22 | 18 | 0 | 4  | 10 | 1  | 658 | 349 | +309 | 83  |
| 2    | Sale Sharks          | 22 | 14 | 1 | 7  | 9  | 2  | 589 | 517 | +72  | 69  |
| 3    | Gloucester RFC       | 22 | 14 | 0 | 8  | 8  | 4  | 692 | 485 | +207 | 68  |
| 4    | London Irish         | 22 | 11 | 3 | 8  | 3  | 4  | 574 | 465 | +109 | 57  |
| 5    | Northampton Saints   | 22 | 12 | 1 | 9  | 4  | 2  | 506 | 426 | +80  | 56  |
| 6    | Newcastle Falcons    | 22 | 12 | 1 | 9  | 3  | 3  | 490 | 458 | +32  | 56  |
| 7    | Wasps RFC            | 22 | 12 | 0 | 10 | 3  | 3  | 519 | 507 | +12  | 54  |
| 8    | Bristol Shoguns      | 22 | 9  | 1 | 12 | 7  | 5  | 591 | 632 | -41  | 50  |
| 9    | Harlequins           | 22 | 5  | 3 | 14 | 5  | 4  | 434 | 507 | -73  | 35  |
| 10   | Saracens             | 22 | 7  | 0 | 15 | 1  | 5  | 425 | 671 | -246 | 34  |
| 11   | Bath Rugby           | 22 | 7  | 0 | 15 | 0  | 5  | 311 | 524 | -213 | 33  |
| 12   | Leeds Tykes          | 22 | 6  | 0 | 16 | 2  | 2  | 406 | 654 | -248 | 28  |

|  | Champion, qualifié pour la Zurich Championship et la Coupe d'Europe 2002-2003 (no 1). |
|  | Qualifiés pour la Zurich Championship et la Coupe d'Europe 2002-2003 (no 2, no 3, no 4, no 5). |
|  | Qualifiés pour la Zurich Championship (no 6, no 7, no 8). |
|  | T : Tenant du titre 2001 V : Victoires • N : Matches Nuls • D : Défaites • BO : Bonus Offensif • BD : Bonus Défensif • PP : Points Pour (marqués) • PC : Points Contre (encaissés) • Diff : Différence de points |

Attribution des points : victoire sur tapis vert : 5, victoire : 4, match nul : 2, défaite : 0, forfait : -2 ; plus les bonus (offensif : 4 essais marqués ; défensif : défaite par 7 points d'écart maximum).
Règles de classement : 1. Nombre de victoires ; 2.différence de points ; 3. nombre de points marqués ; 4. points marqués dans les matchs entre équipes concernées ; 5. Nombre de victoires en excluant la 1re journée, puis la 2de journée, et ainsi de suite.

## Résultats des rencontres de la phase régulière
L'équipe qui reçoit est indiquée dans la colonne de gauche.
| Clubs              | BAT   | BRI   | GLO   | HAR   | LEE   | LEI   | LOI   | LOW   | NEW   | NOR   | SAL   | SAR   |
| Bath Rugby         |       | 15-9  | 12-9  | 18-9  | 23-12 | 9-27  | 19-11 | 22-24 | 24-9  | 11-29 | 20-17 | 20-27 |
| Bristol Rugby      | 31-17 |       | 40-41 | 43-27 | 34-29 | 38-21 | 19-19 | 43-22 | 33-17 | 27-37 | 25-35 | 22-25 |
| Gloucester RFC     | 68-12 | 51-17 |       | 33-7  | 58-17 | 18-40 | 29-22 | 43-13 | 29-25 | 22-9  | 42-14 | 36-13 |
| Harlequins         | 15-8  | 32-38 | 6-18  |       | 40-16 | 21-38 | 21-32 | 33-13 | 33-19 | 16-24 | 16-23 | 43-6  |
| Leeds Carnegie     | 10-6  | 24-6  | 17-50 | 23-18 |       | 37-16 | 24-29 | 18-28 | 9-19  | 6-26  | 20-47 | 27-14 |
| Leicester Tigers   | 48-9  | 26-19 | 27-10 | 23-18 | 31-10 |       | 34-16 | 45-15 | 20-12 | 17-6  | 33-10 | 36-10 |
| London Irish       | 31-15 | 24-13 | 19-15 | 18-18 | 42-14 | 15-30 |       | 31-17 | 18-22 | 48-12 | 32-36 | 30-23 |
| London Wasps       | 23-10 | 34-16 | 44-9  | 16-6  | 64-14 | 36-24 | 15-20 |       | 30-33 | 17-6  | 21-40 | 12-8  |
| Newcastle Falcons  | 36-9  | 37-20 | 18-16 | 6-6   | 19-8  | 19-16 | 33-28 | 22-23 |       | 13-28 | 30-10 | 47-18 |
| Northampton Saints | 26-7  | 20-23 | 58-21 | 13-13 | 34-14 | 11-21 | 24-11 | 23-10 | 24-19 |       | 10-20 | 52-27 |
| Sale Sharks        | 20-14 | 53-47 | 21-44 | 40-11 | 35-20 | 3-37  | 19-19 | 27-22 | 37-11 | 34-14 |       | 23-3  |
| Saracens           | 33-11 | 26-28 | 34-30 | 39-25 | 15-37 | 7-48  | 13-55 | 14-20 | 19-24 | 25-20 | 26-25 |       |

|  | Victoire à domicile |  | Match nul |  | Défaite à domicile |

## Zurich Championship (play-off)

### Quarts de finale
| Date        | Lieu              | Équipe           | Score   | Équipe             | Spectateurs |
| ----------- | ----------------- | ---------------- | ------- | ------------------ | ----------- |
| 18 mai 2002 | Welford Road      | Leicester Tigers | 13 - 27 | Bristol Shoguns    | 4 771       |
| 18 mai 2002 | Kingsholm Stadium | Gloucester RFC   | 60 - 9  | Newcastle Falcons  | 5 757       |
| 19 mai 2002 | Madejski Stadium  | London Irish     | 14 - 38 | Northampton Saints | 3 336       |
| 19 mai 2002 | Heywood Road      | Sale Sharks      | 43 - 27 | London Wasps       | 3 282       |

### Demi-finales
| Date          | Lieu             | Équipe          | Score   | Équipe             | Spectateurs |
| ------------- | ---------------- | --------------- | ------- | ------------------ | ----------- |
| 1er juin 2002 | Memorial Stadium | Bristol Shoguns | 33 - 24 | Northampton Saints | 5 292       |

Points marqués,
- Bristol Rugby: 2 essais de Felipe Contepomi, 2 transformations de Felipe Contepomi, 6 pénalités de Felipe Contepomi
- Northampton Saints: 3 essais de Andrew Blowers (2) et Grant Seely, 3 pénalités de Paul Grayson

| Date        | Lieu         | Équipe      | Score   | Équipe         | Spectateurs |
| ----------- | ------------ | ----------- | ------- | -------------- | ----------- |
| 2 juin 2002 | Heywood Road | Sale Sharks | 11 - 33 | Gloucester RFC | 4 298       |

Points marqués,
- Sale Sharks: 1 essai de Mark Cueto (60e), 2 pénalités de Charlie Hodgson (17e, 50e)
- Gloucester RFC: 3 essais de Koli Sewabu (15e), Andrew Gomarsall (71e) et Tom Beim (74e), 3 transformations de Ludovic Mercier (15e, 71e, 74e), 3 pénalités de Ludovic Mercier (11e, 20e, 33e), 1 drop de Ludovic Mercier (30e)

### Finale
| Équipes                 | Bristol Shoguns - Gloucester RFC |
| Score                   | 23 - 28 (6 - 16) |
| Date                    | 8 juin 2002 |
| Stade                   | Twickenham, Londres |
| Spectateurs             | 30 000 |
| Arbitre                 | Roy Maybank |
| Composition des équipes | |
| Bristol Shoguns         | Titulaires : 15 Lee Best, 14 Jamie Williams, 13 David Rees, 12 Jason Little, 11 Phil Christophers, 10 Felipe Contepomi, 9 Agustín Pichot, 8 Ben Sturnham, 7 Michael Lipman, 6 Craig Short, 5 Alex Brown, 4 Garath Archer, 3 Julian White, 2 Neil McCarthy, 1 Darren Crompton Remplaçants : 16 Saul Nelson, 17 Paul Johnstone, 18 Andrew Sheridan, 19 Jim Brownrigg, 20 Ross Beattie, 21 Ross Blake, 22 Shane Drahm |
| Gloucester RFC          | Titulaires : 15 Henry Paul, 14 Daren O'Leary, 13 Terry Fanolua, 12 Robert Todd, 11 Tom Beim, 10 Ludovic Mercier, 9 Andrew Gomarsall, 8 Junior Paramore, 7 James Forrester, 6 Jake Boer, 5 Ed Pearce, 4 Rob Fidler, 3 Phil Vickery, 2 Olivier Azam, 1 Patrice Collazo Remplaçants : 16 Chris Fortey, 17 Trevor Woodman, 18 Andy Deacon, 19 Craig Gillies, 20 Koli Sewabu, 21 Dimitri Yachvili, 22 Chris Catling     |
| Points marqués          | |
| Bristol Shoguns         | 2 essais de Agustín Pichot (42e) et Paul Johnstone (72e), 2 transformations de Felipe Contepomi (42e, 72e), 3 pénalités de Felipe Contepomi (14e, 21e, 77e) |
| Gloucester RFC          | 1 essai de Jake Boer (36e), 1 transformation de Ludovic Mercier (36e), 6 pénalités de Ludovic Mercier (1e, 11e, 40e+3, 64e, 75e, 83e) |